# Pittsburgh Pirates (NHL)
O Pittsburgh Pirates foi um time de hóquei no gelo da cidade de Pittsburgh que disputou a National Hockey League entre 1925-26 e 1929-30, quando mudou-se para a Filadélfia e tornou-se o Philadelphia Quakers por uma temporada.
Os Pirates foram o primeiro time a entrar para a liga depois dos seis originais e recebeu seu nome como homenagem ao time de beisebol da cidade, que tinha sido campeão da Série Mundial em 1925. O time foi ainda o primeiro na cidade a usar as cores preto e dourado (presentes no brasão da cidade), que seriam adotadas pelo Pittsburgh Steelers, de futebol americano, em 1933, quando da fundação do time, e pelos próprios Pirates do beisebol, em 1948.
O primeiro uniforme dos Pirates era amarelo canário, com a palavra "Pirates" no peito em cor preta, logo acima de uma letra p, também preta; nas mangas havia o brasão de armas de Pittsburgh.
A mudança para a Filadélfia deveu-se à Grande Depressão, que afetou seriamente as finanças do time. A cidade ficou sem um representante na NHL até 1967, quando a liga instituiria a expansão que incluiu o Pittsburgh Penguins.